# Lista episoadelor din Perechea de regi
Perechea de regi (Pair of Kings) este un serial de televiziune american difuzat pe canalul de cablu Disney XD. A fost creat de Dan Cross și David Hoge, personajele principale fiind Mitchel Musso și Doc Shaw. Celelalte personaje principale sunt Kelsey Chow, Ryan Ochoa și Geno Segers, iar în sezonul al treilea apare un personaj nou interpretat de Adam Hicks. Serialul a avut premiera pe 31 martie 2012 în România. 
| Sezonul | Sezonul | Episoadele | Dățile originale din Statele Unite ale Americii | Dățile originale din Statele Unite ale Americii |
| Sezonul | Sezonul | Episoadele | Început de sezon                                | Sfârșit de sezon                                |
| ------- | ------- | ---------- | ----------------------------------------------- | ----------------------------------------------- |
|         | 1       | 20         | 10 septembrie 2010                              | 2 mai 2011                                      |
|         | 2       | 24         | 13 iunie 2011                                   | 16 iunie 2012                                   |
|         | 3       | TBA        | 10 septembrie 2010                              | TBA                                             |

| Sezonul | Sezonul | Episoadele | Dățile originale din România | Dățile originale din România |
| Sezonul | Sezonul | Episoadele | Început de sezon             | Sfârșit de sezon             |
| ------- | ------- | ---------- | ---------------------------- | ---------------------------- |
|         | 1       | 18/20      | 31 martie 2012               | TBA                          |

## Lista episoadelor din "Perechea de regi"

### Sezonul 1: 2012-2013
Kelsey Chow și Geno Segers sunt absenți pentru patru episoade fiecare.
| Nr. episodului în serie | Nr. episodului în sezon | Titlul                                                                     | Regizat de             | Scris de                                                             | Data premierei în Statele Unite ale Americii                        | Data premierei în România | Codul   |
| --- | ----------------------- | -------------------------------------------------------------------------- | ---------------------- | -------------------------------------------------------------------- | ------------------------------------------------------------------- | ------------------------- | ------- |
| 1 | 1                       | „Întoarcerea regilor” „Return of the Kings”                                | Linda Mendoza          | Dan Cross & David Hoge                                               | 10 septembrie 2010 (Disney Channel), 22 septembrie 2010 (Disney XD) | 31 martie 2012            | 101-102 |
| Brady (Mitchel Musso) și Boomer (Doc Shaw) sunt doi adolescenți gemeni care locuiesc împreuna cu mătușa și unchiul lor, în Chicago. După ce au fost intimidați de către cei mai duri băieți din întregul liceu, Mason (Geno Segers) și un grup de razboinici din împărăția lor, insula Kinkow, se duc la liceul lor și îi anunță că sunt regii insulei Kincow și trebuie să vină acasă pentru a conduce insula. Ajunși pe insulă, ei sunt bine-primiți de poporul lor. Între timp, apare o fată frumoasă pe nume Mikayla (Kelsey Chow) de care Brady se îndrăgostește, ea fiind fiica lui Mason. Brady și Boomer află că au un văr pe nume Lanny (Ryan Ochoa) care trebuia să fie regele insulei până la venirea lui Brady și Boomer, de aceea Lanny își face mereu planuri pentru a scăpa de regi. La încoronarea lor, ei sparg din greșeală rubinul sacru al insulei, care ține vulcanul inactiv. Lanny le spune regilor că există un al doilea rubin în partea întunecată a insulei, iar cei doi se duc să caute rubinul. Când au ajuns în partea întunecată a insulei, au fost atacați de oamenii tarantulă, dar Brady i-a controlat cu medalionul-liliac. Cu ajutorul acestui medalion, Brady îi putea controla pe oamenii tarantulă. Băieții găsesc cel de-al doilea rubin, dar Brady pierde medalionul și se întorc la castel, unde sunt aclamați de întreaga insulă. Invitați speciali: Tichina Arnold ca Mătușa Nancy Invitați: John Eric Bentley ca Unchiul Bill și Maxie Santillan J. ca Impunătorul insular Notă: Aceasta este o oră specială. Acest episod a fost indicat pe Disney Channel, înainte de difuzarea pe Disney XD la 22 septembrie 2010. Anunțul de pe Disney Channel a primit 4.1 milioane de vizionări care marchează cea mai mare audiență, până în prezent, pentru premiera unui serial Disney. |                         |                                                                            |                        |                                                                      |                                                                     |                           |         |
| 2 | 2                       | „Beach Bully Bingo” „Beach Bully Bingo”                                    | David Kendall          | Matt Wickline                                                        | 22 septembrie 2010                                                  | 14 aprilie 2012           | 105     |
| Brady și Boomer sunt interziși de pe plaja cea mai bună de surf de către “Marele Kahula”, de asemenea, cunoscut sub numele de Hibachi. Dupa ce le-a fost interzisă plaja, ei fac un pariu imposibil de câștigat cu Hibachi: vor face un concurs de surf, dacă vor câștiga Brady și Boomer, vor fi numiți “Marii Kahula” și toți locuitorii insulei pot face surf pe orice plajă, iar dacă va câștiga Hibachi, nimeni de pe insulă nu va mai face surf. Brady și Boomer sunt antrenați de către Mason. Cu 10 ani în urmă, Mason a fost “Marele Kahula”, dar a fost învins de Hibachi. Hibachi a trișat deoarece băieții au făcut surf în timp ce au fost orbiți de lumina lui reflectorizantă, așa cum a făcut și acum 10 ani în competiția cu Mason. Brady și Boomer câștigă competiția și îl declară pe Mason noul “Mare Kahula”. Invitați: Martin Klebba ca Hibachi și Kyle Benton ca Marvin |                         |                                                                            |                        |                                                                      |                                                                     |                           |         |
| 3 | 3                       | „O coadă de sirenă” „A Mermaid’s Tail”                                     | Andy Cadiff            | Donald Beck                                                          | 29 septembrie 2010                                                  | 7 aprilie 2012            | 104     |
| Brady și Boomer găsesc niște sirene pe plajă și singura modalitate de a primi picioare este ca regele din Kincow să le ducă în brațe la castel. Cei doi duc sirenele la castel, lucrurile mergând rău. Sirenele iau castelul și o transformă pe Mikayla în sirenă, iar Lanny se îndrăgostește de una dintre sirene. Băieții, ajutați de Mason și Mikayla, le stropesc pe sirene cu apă de mare pentru a-și pierde picioarele și să le dea afară din castel. Brady o duce pe Mikayla în brațe la castel pentru a-și recăpăta picioarele, totul revenind la normal. Invitați: Leslie Anne Huff ca Aerosol și Madison Riley ca Amazonia |                         |                                                                            |                        |                                                                      |                                                                     |                           |         |
| 4 | 4                       | „Regii și Bouffalant” „Where The Wild Kings Are”                           | Victor Gonzalez        | Kenny Smith                                                          | 6 octombrie 2010                                                    | 5 mai 2012                | 107     |
| Brady și Boomer găsesc o creatură draguță în junglă și decid să-l păstreze ca animal de casă. Mason le spune că a avea un animal este o mare responsabilitate, dar regii nu îl ascultă în ciuda avertismentelor lui. La început, animalul s-a comportat foarte cumsecade, dar când băieții au început să-l neglijeze, au decis să-l ducă înapoi în junglă, iar animalul s-a transformat într-o bestie și i-a blocat pe regi în peștera lui. Mason îi salvează, iar băieții îi cer scuze animalului că nu au avut destulă grijă de el. Între timp, Lanny hipnotizează un bufon pentru a-i distruge pe regi. Absent: Kelsey Chow ca Mikayla Notă: Titlul (varianta în engleză) este o parodie a cărții ‘’Where the Wild Things Are’’ scrisă de Maurice Sendak din anul 1963. |                         |                                                                            |                        |                                                                      |                                                                     |                           |         |
| 5 | 5                       | „Regii și sportul extrem” „Big Kings on Campus”                            | Leonard R. Garner, Jr. | Dave Polsky                                                          | 13 octombrie 2010                                                   | 26 mai 2011               | 108     |
| Brady devine gelos atunci când Mikayla începe să își petreacă timpul cu prietenul ei, Tristan. De aceea, Brady și Boomer încep să se ducă la școală pentru ca Brady să stea cât mai aproape de Mikayla și să se asigure că între Mikayla și Tristan nu este nimic mai mult decât o prietenie. Brady anulează școala timp de o lună cu scopul ca Tristan să nu mai petreacă timpul cu Mikayla și îi dă un bilet de zbor către Munții Himalaya. El observă că lui Mikayla îi place de Tristan pentru că practică sporturi extreme, atunci Brady a început să practice și el sporturi extreme pentru a o impresiona pe Mikayla. Tristan îi propune lui Brady să sară de pe geysere, Mikayla îl impiedică pe Brady să facă asta, iar ea este aruncată pe o stâncă de către geyser. Brady incearcă să o salveze, dar rămân blocați amândoi pe stâncă. Atunci, Mikayla i-a spus lui Brady că are multe calitați și că ea nu îl place pe Tristan. Ei cad de pe stâncă și sunt salvați de grupul de copii de la școală, iar Mikayla îl sărută pe obraz pe Brady. Invitat special: Davis Cleveland ca Chauncey Invitați: Christoph Sanders ca Tristan și Leland Crooke ca Profesorul școlii Absent: Geno Segers ca Mason |                         |                                                                            |                        |                                                                      |                                                                     |                           |         |
| 6 | 6                       | „Regi la cină” „The Brady Hunch”                                           | Victor Gonzalez        | Sean Cunningham & Marc Dworkin                                       | 20 octombrie 2010                                                   | 2 iunie 2012              | 110     |
| Boomer se împrietenește cu un băiat din clanul Flaji, un trib de oameni verzi care pot fi invizibili. Brady devine gelos și se preface că cel mai bun prieten al lui este Lanny. Există un zvon că Flaji sunt canibali și că mănâncă regii și de aceea Brady începe să suspecteze că Flaji sunt canibali și că ei incearcă să-l mănânce pe Boomer. Brady încearcă să-l salveze pe Boomer, dar acesta nu reușește, dar cei doi distrug masa pregătită de Flaji pentru Boomer. Ei află că de fapt, Flaji nu sunt canibali și că nu intenționează să mănânce vreun rege. Invitat special: Doug Brochu ca Oogie Absent: Kelsey Chow ca Mikayla Notă: Titlul (varianta în engleză) este o parodie a titlului ‘’The Brady Bunch’’. |                         |                                                                            |                        |                                                                      |                                                                     |                           |         |
| 7 | 7                       | „Jungla ball” „Jungla ball”                                                | Victor Gonazalez       | Matt Wickline                                                        | 27 octombrie 2010                                                   | 2 iunie 2012              | 111     |
| Brady și Boomer trebuie să joace junga ball (un joc asemănător cu basket-ul) cu o altă insulă. Ei doi nu se pot înțelege așa că își întemeiază fiecare câte o echipă: echipa lui Brady formată din gardienii insulei inclusiv Mason, iar echipa lui Boomer formată din niște locuitori ciudați ai insulei. Regii propun să joace unul împotriva celuilalt, iar echipa care va câștiga, o să joace împotriva celeilalte insule. Ei nu pot termina jocul, căci din joc a ajuns o dezorganizare totală, așa că niciunul din ei nu va face parte din echipa insulei. Absent: Kelsey Chow ca Mikayla |                         |                                                                            |                        |                                                                      |                                                                     |                           |         |
| 8 | 8                       | „Regii și răzbunarea mumiei” „Revenge of the Mummy”                        | Adam Weissman          | Dan Cross & David Hoge                                               | 8 noiembrie 2010                                                    | 18 iunie 2012             | 113     |
| Mumia este reînviată cu ajutorul medalionului-liliac pe care Brady și Boomer l-au pierdut. De aceea, are loc o ceremonie a rușinii pentru Mason, deoarece locuitorii insulei cred că el a pierdut medalionul, Lanny fiind cel care alege pedepsele pentru Mason. Regii se duc în junglă să caute medalionul și sunt prinși din urmă de către Mikayla. Ei sunt prinși de oamenii tarantulă, cu excepția lui Boomer care a scăpat, dar care se întoarce să-i salveze pe Brady și Mikayla. Brady bate mumia, îi salvează pe Mikayla și Boomer și recapătă medalionul. Invitat: Raymond Ochoa ca Micul băiat (Raymond Ochoa este unul din frații lui Ryan Ochoa) |                         |                                                                            |                        |                                                                      |                                                                     |                           |         |
| 9 | 9                       | „Monedele dorințelor” „Oh Brother, Where Arr Thou?”                        | Andy Cadiff            | Sean Cunningham & Marc Dworkin                                       | 15 noiembrie 2010                                                   | 1 aprilie 2012            | 103     |
| Brady și Boomer se duc la restaurantul unui pirat, iar acesta le dă o hartă a comorilor. După ce au mâncat, ei se duc la castel și le arată harta lui Mikayla și Mason, dar ei le spun că harta este un fals. Seara, regii se duc în junglă să caute comoara unde îi găsesc pe Mikayla, Lanny și Mason care, de asemenea, și ei căutau comoara. Când au găsit locul comorii, au fost prinși într-o capcană a piratului. Piratul îl forțează pe Brady să îl ducă la castel și să îi zică parola de la seif, dar Brady se luptă cu piratul, iar între timp apar și Boomer, Mikayla și Mason și îl înving pe pirat. Notă: Titlul (varianta în engleză) este o parodie din filmul de comedie “O Brother, Where Art Thou?”. |                         |                                                                            |                        |                                                                      |                                                                     |                           |         |
| 10 | 10                      | „Regii și grupul Tsunami” „No Kings Allowed”                               | Joel Zwick             | Poveste de Matt Wickline, Teleplay de Sean Cunningham & Marc Dworkin | 22 noiembrie 2010                                                   | 2 iulie 2012              | 115     |
| Brady și Boomer află de grupul Tsunami din care fac parte așa zișii “golanii insulei”. Ei doresc să intre în acel grup chiar dacă Mikayla i-a avertizat să nu intre în legătură cu ei. Băieții nu o ascultă și se integrează în acest grup cu identități diferite: Brady este “pinguin”, iar Boomer este “cocoș”. Ei și-au pus identități diferite deoarece Tsunami urăsc regalitatea. Tsunami îi provoacă pe Brady și Boomer să vandalizeze castelul cu hârtie igienică. Între timp, este ziua de naștere a 100 de ani ai peștelui lui Lanny, Yamakoshi, iar el îi face o petrecere. Tsunami îi mai provoacă pe băieți să-l fure pe Yamakoshi. Ei fură peștele, dar după se răzgândesc și îi aduc peștele înapoi lui Lanny. În final, băieții au dezvăluit că ei au furat peștele, dar Mikayla, foarte supărată pe băieți, creează o diversiune și spune că ei, de fapt, au lucrat sub acoperire. Invitați: Chris Blasman ca Hawk și Vincent Pastore ca Vocea lui Yamakoshi Absent: Geno Segers ca Mason |                         |                                                                            |                        |                                                                      |                                                                     |                           |         |
| 11 | 11                      | „Perechea de jokeri” „Pair of Jokers”                                      | Adam Weissman          | Donald Beck                                                          | 29 noiembrie 2010                                                   | 16 iulie 2012             | 112     |
| Brady și Boomer încep să-și facă farse unul altuia, iar mai apoi, tuturor locuitorilor insulei. Mikayla îi previne că dacă o să mai facă farse multe, o să-și strice karma. Într-o noapte, vântul bătea puternic și în camera băieților a apărut o cioară, acesta fiind efectul karmei. Ca să scape de necazuri, trebuie ca și lor să li se facă farse de către toți locuitorii. Cei doi scapă de necazuri, iar înte timp, Mason devine dependent de un joc. |                         |                                                                            |                        |                                                                      |                                                                     |                           |         |
| 12 | 12                      | „Perechea de bal” „Pair of Prom Kings”                                     | Eric Dean Seaton       | Sean Cunningham & Marc Dworkin                                       | 17 decembrie 2010 (Disney Channel), 9 mai 2011 (Disney XD)          | nu s-a difuzat încă       | 120     |
| Brady și Boomer primesc invitații pentru balul liceului lor din Chicago. Ei vor să se ducă la bal pentru a se lăuda tuturor elevilor că sunt regi pe o insulă. Oamenii tarantulă se transformă în păianjeni și se strecoară în bagajele băieților. Boomer spune că în urmă cu 4 ani a invitat o fată din liceu ca să danseze cu el la bal și ea a acceptat, iar Brady o invită pe Mikayla să fie partenera lui de dans și ea îl refuză. Mason le spune că nu pot pleca de pe insulă decât cu gardienii, dar ei nu ascultă și pleacă singuri. Când băieții își pun coroanele pe cap, nu observă că erau păianjeni în cutie, iar păianjenii ies. Brady și Boomer le spun colegilor că au devenit regi pe o insulă, dar aceștia nu îi cred și nu le acordă importanță. Boomer o vede pe fata care a invitat-o cu 4 ani în urmă, iar ea îi spune că de fapt nu a acceptat propunerea lui, ci doar vorbea la telefon. Un băiat le trage băieților pantalonii jos, îi agață de dulap și le ia coroanele. Păianjenii se transformă în oamenii tarantulă și distrug balul. Brady și Boomer se luptă cu ei și reușesc să îi infrângă, iar, între timp, apar Mason, Mikayla și Lanny la bal. Mikayla îl vede pe acel băiat care s-a luat de Brady și Boomer, ea îi ia coroanele și îl agață de dulap. Brady și Boomer îl dau jos și când Mikayla vede asta, devine impresionată și dansează cu Brady, iar Boomer dansează cu fata pe care a invitat-o. Invitat: Logan Browning ca Rebecca “Awesome” Dawson Notă: Acest episod a fost programat să fie sfârșitul sezonului în Regatul Unit, chiar dacă de fapt nu este ultimul episod. |                         |                                                                            |                        |                                                                      |                                                                     |                           |         |
| 13 | 13                      | „Regii și glasul” „Tone Deaf Jam”                                          | Linda Mendoza          | Donald Beck                                                          | 17 decembrie 2010 (Disney Channel), 11 aprilie 2011 (Disney XD)     | 2 iunie 2012              | 109     |
| În Kinkow, este Festivalul recoltei, iar regele insulei trebuie să cânte pentru a crește de trei ori mai mari fructele și legumele. Boomer vrea să cânte la festival, dar Brady încearcă să-l convingă să nu facă asta pentru că Boomer nu are “glasul”. Brady le-a spus locuitorilor că atunci când Boomer va cânta, trebuie să se comporte frumos cu el. Locuitorii îl huiduiesc pe Boomer și el află că Brady le-a spus locuitorilor să se poarte frumos cu el când cântă. Boomer se supără pe Brady și nu mai vorbește cu el. Mikayla îl aude pe Brady cântând și i-a spus că trebuie să cânte la festival pentru că el are “glasul”. Ea îl convinge pe Boomer să nu mai fie supărat pe Brady, iar Brady cântă la festival. Invitat: Raymond Ochoa ca Micul băiat (Raymond Ochoa este unul din frații lui Ryan Ochoa) Absent: Geno Segers ca Mason |                         |                                                                            |                        |                                                                      |                                                                     |                           |         |
| 14 | 14                      | „Regii și înțepătura” „The Bite Stuff”                                     | Victor Gonzalez        | Dan Cross & David Hoge                                               | 17 ianuarie 2011                                                    | 21 aprilie 2012           | 106     |
| Brady și Boomer se duc într-o parte a insulei pentru a prinde semnal ca să poată vorbi cu unchiul și mătușa lor. Din greșeală, Brady îi sună, iar Boomer spune cât de periculoasă este insula, iar ei îi aud. Ei le spun că vin pe insulă pentru a-i lua înapoi în Chicago. La întoarecerea spre castel, Brady este înțepat de gâza Waka Waka. În urma acestei înțepături, Brady are 6 simptome: fund bulă, urechi de elefant, amnezie agresivă, ochi de gâză, membre de gumă și cap de dovleac. Ca să își revină, Brady trebuie să fie înțepat încă odată. Între timp, unchiul și mătușa ajung pe insulă, iar Brady și Boomer se duc în partea întunecată pentru ca Brady să fie înțepat din nou, dar din greșeală, Boomer alungă gâza și doboară pietrele-mormânt ale oameniilor tarantulă, iar Brady nu este înțepat de gâză. Ei încearcă să ascundă simptomele față de unchiul și mătușa lor. În final, sunt atacați de oamenii tarantulă și de o gâză Waka Waka, iar mătușa și unchiul află despre toate pericolele de pe insulă. Ei vor să-i ia acasă pe băieți, dar Brady și Boomer le spun că insula este a doua lor familie și în final, rămân pe insulă. Invitat special: Tichina Arnold ca Matusa Nancy Invitat: John Eric Bentley ca Unchiul Bill Notă: Titlul (varianta în engleză) este o parodie a filmului “The Right Stuff” inspirat de cartea scrisă de Tom Wolfe. |                         |                                                                            |                        |                                                                      |                                                                     |                           |         |
| 15 | 15                      | „Brady îl bate pe Boomer” „Brady Battles Boo-Mer”                          | Linda Mendoza          | Sean Cunningham & Marc Dworkin                                       | 24 ianuarie 2011                                                    | 27 octombrie 2012         | 114     |
| Brady încearcă să-l convingă pe Boomer că există fantome, așa că el cumpără o fantomă dintr-o cutie. Lanny schimbă fantoma aleasă de Brady cu un viking fioros care intră în trupul lui Boomer și îl controlează. Brady reușește să înfrângă viking-ul, iar Boomer își revine la normal. Invitați: Edie McClurg ca June și Patrick Gallagher ca Farhod cel Feroce Absent: Kelsey Chow ca Mikayla |                         |                                                                            |                        |                                                                      |                                                                     |                           |         |
| 16 | 16                      | „Regii și Iris” „The King and Eyes”                                        | Leonard R. Garner, Jr. | Sean Cunningham & Marc Dworkin                                       | 31 ianuarie 2011                                                    | 1 septembrie 2012         | 117     |
| Brady și Boomer sunt anunțați că vor fi vizitați de prințesa Iris și tatăl ei, regele, de pe insula Corneea și că unul dintre ei poate avea întâlniri cu prințesa. Brady spune că vrea să se întâlnească cu prințesa dar îi cedează șansa lui Boomer, dar apoi se răzgândește că vrea să se întâlnească cu prințesa pentru a o face geloasă pe Mikayla și ei doi trebuie să poarte un duel, iar cine câștigă se poate întâlni cu Iris. Cei doi află că prințesa are un al treilea ochi și vor să renunțe. Brady vrea să participe la duel pentru că Mikayla l-a rugat să câștige pentru ea, iar Boomer vrea să participe pentru că el și Iris au aceeași pasiune pentru un sandwich. Boomer îi spune lui Iris că trebuie să-i spună tatălui ei ceea ce simte cu adevărat. Iris îi spune tatălui ei că băieții nu mai trebuie să se dueleze pentru ea. Invitat: Tiffany Mulheron ca Prințesa Iris Notă: Titlul (varianta în engleză) este o parodie a filmului “The King and I”. |                         |                                                                            |                        |                                                                      |                                                                     |                           |         |
| 17 | 17                      | „Rege pentru o zi” „The Kings Beneath My Wings”                            | Robbie Countryman      | Chris Atwood                                                         | 7 februarie 2011                                                    | 9 septembrie 2012         | 118     |
| Mikayla le spune regilor că oamenii cred că ei sunt iresponsabili și că ar trebui să-și ajute regatul. Lanny le sugerează regilor de a face un concurs numit “Rege pentru o zi”, cu intenția ca el să fie rege pentru o zi, de aceea își face multe bilețele cu numele lui pentru a câștiga, dar câștigătorul este Hilo Tutuki. El este fanul numărul unu al regilor, de aceea îi ajută cu problemele regale și scrie o bandă desenată despre aventurile lor. Acest băiat le spune regilor că trebuie să vâneze și îmblânzească pe temutul zburător. Când Brady și Boomer se întorc de la surf, găsesc o foaie dintr-o bandă desenată în care spune că Hilo a plecat în căutarea temutului zburător. Băieții se duc să-l caute pe Hilo, iar cei trei rămân blocați în cuibul zburătorului. Brady și Boomer îl salvează pe Hilo, iar el face un desen cum regii îl salvează pe el și o postează pe forumul insulei. Invitat: Tyrel Jackson Williams ca Hilo Tutuki Absent: Geno Segers ca Mason Notă: Titlul (varianta în engleză) este o parodie a melodiei “Wind Beneath My Wings” scrisă de Jeff Silbar și Larry Henry. |                         |                                                                            |                        |                                                                      |                                                                     |                           |         |
| 18 | 18                      | „Școala de lupte” „Fight School”                                           | Linda Mendoza          | Eric Lev                                                             | 18 aprilie 2011                                                     | 10 septembrie 2012        | 116     |
| Mason le spune lui Brady și Boomer că ar trebui să ia parte la lecțiile școlii de lupte a insulei, Mikayla fiind instructorul. Mason îi păcălește pe băieți că ei sunt foarte pricepuți în lupte și le dă sabia familiei care trebuia primită după doi ani de antrenament, iar lui Mikayla nu îi place asta. Ea le spune băieților că dacă tot sunt așa bun luptători, trebuie să se lupte cu Atog Uriașul. Ea credea că băieții o să se sperie și o să renunțe, dar de fapt ei vor să se lupte cu el în Coloseumul insulei. Atog îi înfrânge pe băieți și le ia sabia lor. Mikayla vede ceva pe filmulețele făcute de Lanny în timpul luptei, că Atog nu cunoștea mișcările de luptă ale băieților, așa că le propune băieților să îl provoace din nou pe Atog la luptă ca să își recupereze sabia. Ei câștigă folosind mișcările lor de luptă din Chicago pe care Atog nu le cunoaște și își recuperează sabia. Invitat special: The Great Khali ca Atog Uriașul |                         |                                                                            |                        |                                                                      |                                                                     |                           |         |
| 19 | 19                      | „Buclucul cu dublu” „The Trouble With Doubles”                             | Eric Dean Seaton       | Lisa Muse Bryant                                                     | 25 aprilie 2011                                                     | 7 decembrie 2012          | 119     |
| Brady și Boomer găsesc un seif secret care protejează artefactele cele mai misterioase și puternice din Kincow, inclusiv pe Duplicatus Plantus, o plantă care copiază tot o ce atinge. Regii fac clone de ei înșiși și în timp ce ei fac tot ce vor, clonele lor participă la toate evenimentele regale la care ei ar fi trebuit să participe. Clonele o impresionează pe Mikayla prin inteligența, igiena și profesionalismul lor. Cu toate acestea, atunci când Brady și Boomer aud clonele spunând ca vor să scape de ei, regii își dau seama că trebuie să scape de clone. Clonele îi inchid în seif, dar ei scapă, iar Mikayla trebuie să aleagă care dintre regi sunt cei adevărați. Mikayla alege regii adevărați punându-le întrebări. |                         |                                                                            |                        |                                                                      |                                                                     |                           |         |
| 20 | 20                      | „Călătorie în centrul Muntelui Sprew” „Journey to the Center of Mt. Sprew” | Victor Gonzalez        | Dan Cross & David Hoge                                               | 2 mai 2011                                                          | nu s-a difuzat încă       | 121     |
| Este ziua de naștere a regilor, iar orice dorință își vor pune, se va îndeplini. Înainte de a sufla lumânările, Boomer află că Brady a zis la tot regatul că el este geamănul mai mare. Dorința lui Boomer a fost de a afla care dintre ei este mai mare, iar dorința lui Brady a fost ca Mikayla să îl complimenteze toata ziua. Boomer se duce în centrul muntelui, pentru a vorbi cu oracolul vulcanului și află că doar geamănul mai mare poate conduce insula, iar geamănul mai mic poate fi co-rege. Brady, Mikayla și Mason se duc să îl caute pe Boomer, Brady îi cere scuze lui Boomer pentru tot ce a făcut, Boomer îl iartă și aruncă în vulcan pergamentul care spunea care din regi este mai mare. Notă: Titlul (varianta în engleză) este o parodie a filmului “Journey to the Center of the Earth” bazată pe romanul scris de Jules Verne. |                         |                                                                            |                        |                                                                      |                                                                     |                           |         |